# Alloces
Alloces ili Alocer, prema demonologiji, pedeset i drugi demon Goecije koji vodi trideset i šest legija. Ima lik vojnika s crvenim lavljim licem i plamtećim očima. Jaše konja i odjeven je kao vitez. Ima strašan, ričući glas. Pokrovitelj je astronomije, kao i nekih liberalnih vrsta umjetnosti.